# جاي تي بي سي 3 فوكس الرياضية
جي تي بي سي 3 فوكس الرياضية هي القناة الرياضية الكورية الجنوبية. القناة الرياضية هي نتيجة الشراكة بين شبكة تلفزيون JTBC ومجموعة Fox Networks.

## برامج

### كرة القدم
- البوندسليجا 2 الدوري الالماني
- دوري أبطال آسيا
- بطولة آسيا تحت 23 سنة ( 2018 )
- كاس اسيا ( 2019 )
- بطولة آسيا تحت 19 سنة
- الدوري الكوري 1
- كأس أمريكا (2019)
- كأس إفريقيا للأمم (2019)

### تنس
- رولان غاروس
- بطولة ويمبلدون

### جولف
- LPGA
- KPGA جولف

### رياضة السيارات
- فورمولا 1

### MMA
- بطولة واحدة